# Copa Simón Bolívar (Venezuela)
O Torneio Simón Bolívar foi uma competição internacional de futebol organizada pela Federación Venezolana de Fútbol. A ideia desta competição era criar um torneio entre os clubes campeões dos países liberados por Simón Bolívar. Foi jogado em seis ocasiões desde sua primeira edição em 1970 até a última em 1976, integrando desta forma os clubes campeões das ligas da Venezuela, Colômbia, Peru, Equador e Bolívia. Pelo seu formato, foi um antecedente histórico da Copa Merconorte, jogada entre os mesmos países bolivarianos ou da Comunidade Andina desde 1998 até a edição de 2001.
Embora a Copa Simón Bolívar fosse um torneio organizado por uma federação de futebol membro da CONMEBOL (neste caso, a federação venezuelana) e teve continuidade por vários anos, não consta da lista das competições organizadas por essa confederação, dado que não são eles os organizadores directos do torneio. No entanto, a competição foi muito importante para a época e foi citada por diversos meios desportivos como um título internacional relevante. Sua repercussão foi tal que o presidente da CONMEBOL na época, Teófilo Salinas, entregava o troféu à equipe campeã.
O palmarés de títulos é liderado por seis equipas pertencentes a três federações, ao mesmo tempo que as equipas da federação colombiana encabeçam a lista por federações vencedoras com três títulos, seguido da federação peruana com dois títulos e da federação venezuelana com um único título.
Segundo a actual definição da FIFA, trata-se de uma concorrência internacional, na medida em que define "jogo internacional" como "jogo entre duas equipas pertencentes a associações de países diferentes (dois clubes, um clube e uma equipa representativa ou duas equipas representativas)".

## História
O torneio começou em 1970 por iniciativa da Federación Venezolana de Fútbol e contando inicialmente com o apoio e a participação dos clubes colombianos filiados à Divisão Maior do Futebol Colombiano, entidade dirigente da liga colombiana e que inclusive criou sistemas prévios de qualificação ao torneio. Nas primeiras três edições só foram incluídos clubes da Colômbia e da Venezuela, a partir de 1975 somaram-se representantes do Peru, Bolívia e Equador; o torneio foi interrompido em 1976 por motivos de calendário e econômicos. Ela é reconhecida como a antecessora da Copa Merconorte, que foi disputada por esses mesmos países do norte da América do Sul.
As razões do desaparecimento do certame foram escritas pelo jornalista José Visconti, para o jornal El Nacional:
É muito difícil para a Copa Simón Bolívar sobreviver. Ninguém quer arcar com os elevados custos envolvidos. Além disso, não há nada que obrigue as equipes participantes a enviar equipamentos em forma para este certame e isso afeta negativamente a qualidade do evento.Original (em castelhano): Es muy difícil que la Copa Simón Bolívar sobreviva. Nadie quiere cargar con los elevados costos que supone. Además, no hay nada que obligue a los equipos participantes a enviar equipos en forma para este certamen y ello incide negativamente en la calidad del evento.— José Visconti para o jornal El Nacional (em castelhano)

## Campeões
| Ano   | Final             | Final                                      | Final                 | Semifinalistas | Semifinalistas    | Semifinalistas |
| Ano   | Campeão           | Placar                                     | Vice                  | Semifinalistas | Semifinalistas    | Semifinalistas |
| ----- | ----------------- | ------------------------------------------ | --------------------- | -------------- | ----------------- | -------------- |
| 1970  | Santa Fe          | Liga                                       | Deportivo Galicia     | Junior         | UD Canarias       |                |
| 1971< | Deportivo Galicia | 0 - 1 1 - 0 total: 1 - 1 2 - 2 pên.: 3 - 2 | Atlético Nacional     | UD Canarias    | Deportivo Cali    |                |
| 1972  | Millonarios       | 0 - 2 3 - 0 total: 3 - 2                   | Deportivo Portugués   | N/A            | N/A               |                |
| 1974  | Defensor Lima     | Liga                                       | Portuguesa            | El Nacional    | Atlético Nacional |                |
| 1975  | América de Cali   | Liga                                       | Estudiantes de Mérida | The Strongest  | LDU Quito         |                |
| 1976  | Alianza Lima      | Liga                                       | Guabirá               | Portuguesa     | América de Cali   |                |

### Títulos por equipe
| Clube                 | País      | Títulos  | Vices    |
| --------------------- | --------- | -------- | -------- |
| Deportivo Galicia     | Venezuela | 1 (1971) | 1 (1970) |
| Santa Fe              | Colômbia  | 1 (1970) | 0        |
| Millonarios           | Colômbia  | 1 (1972) | 0        |
| Defensor Lima         | Peru      | 1 (1974) | 0        |
| América de Cali       | Colômbia  | 1 (1975) | 0        |
| Alianza Lima          | Peru      | 1 (1976) | 0        |
| Atlético Nacional     | Colômbia  | 0        | 1 (1971) |
| Deportivo Portugués   | Venezuela | 0        | 1 (1972) |
| Portuguesa            | Venezuela | 0        | 1 (1974) |
| Estudiantes de Mérida | Venezuela | 0        | 1 (1975) |
| Guabirá               | Bolívia   | 0        | 1 (1976) |

### Títulos por país
| País      | Títulos | Vices |
| --------- | ------- | ----- |
| Colômbia  | 3       | 1     |
| Peru      | 2       | 0     |
| Venezuela | 1       | 4     |
| Bolívia   | 0       | 1     |
| Equador   | 0       | 0     |